# Heterophyes katsuradai
Heterophyes katsuradai är en plattmaskart. Heterophyes katsuradai ingår i släktet Heterophyes och familjen Heterophyidae. Inga underarter finns listade i Catalogue of Life.